# Kinh tế Phần Lan
Phần Lan có nền kinh tế công nghiệp hiện đại với GDP bình quân đầu người ngang bằng Vương quốc Anh, Pháp, Đức, Thụy Điển và Ý. Các ngành kinh tế chính là công nghiệp chế tạo, gỗ, kim loại, xây dựng, viễn thông, và điện tử.
Tương tự như các nước láng giềng Bắc Âu, Phần Lan đã đạt được mức sống rất cao theo kiểu Bắc Âu, các nước này nhấn mạnh vào giáo dục, học tập suốt đời và nghiên cứu khoa học làm động lực phát triển kinh tế.
Phần Lan luôn xếp hạng cao trong bảng xếp hạng khả năng cạnh tranh toàn cầu của các quốc gia, theo báo cáo của về khả năng cạnh tranh toàn cầu nước này xếp thứ 2 trong số 125 nước từ năm 2006 đến năm 2007 